# Euryapsydy

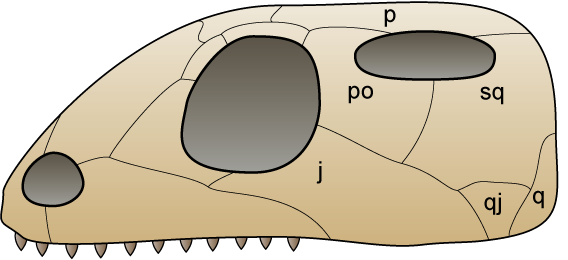
Czaszka euryapsydalna

Euryapsydy (Euryapsida) – grupa obejmująca przeważnie morskie gady. Jej przedstawiciele żyli od permu do końca kredy. Grupa została wyodrębniona na podstawie umiejscowienia dołu skroniowego w czaszce. Czaszka euryapsydalna, podobnie jak synapsydalna, miała jeden dół skroniowy, ale umiejscowiony wyżej. Do euryapsydów zaliczano areoscelidy, ichtiozaury i zauropterygi (plakodonty, notozaury, plezjozaury). Niektórzy sugerowali, że euryapsydy są grupą monofiletyczną – obejmującą zauropterygi lub zauropterygi i ichtiozaury – jednak ich pokrewieństwo pozostaje niepewne, gdyż niektóre analizy sugerują, że taksonem siostrzanym dla zauropterygów są żółwie, które mają czaszkę anapsydalną, a nie euryapsydalną. Większość naukowców zgadza się jednak, że czaszka euryapsydalna jest zmodyfikowaną czaszką diapsydalną.
Alfred Romer w 1966 uznał Synaptosauria za synonim Euryapsida. Do Synaptosauria zaliczano zauropterygi i protorozaury.